# Zielona Alternatywa (Rosja)
Zielona Alternatywa (ros. Zelenaya Alternativa) – rosyjska partia polityczna należąca do Europejskiej Federacji Partii Zielonych. 
Partia powstała w 1991 roku jako Międzyregionalna Partia Zielonych, będąc w ten sposób jedną z najstarszych partii w Rosji. Na Kongresie w 2005 MPZ została przekształcona w Zieloną Alternatywę. ZA ma 47 grup regionalnych i ponad 2000 członków. Partia nie ma swoich reprezentantów w rosyjskiej Dumie.